# György Nemes
Dans le nom hongrois Nemes György, le nom de famille précède le prénom, mais cet article utilise l’ordre habituel en français György Nemes, où le prénom précède le nom.
Ne doit pas être confondu avec György Nemes (footballeur).
György Nemes, né en 1905 et mort le 26 juin 1938 à Szentendre, était un graphiste hongrois.

## Biographie
Avec Victor Vasarely, il était l'un des étudiants les plus prometteurs du muhely (atelier) de Sándor Bortnyik (en), qui à l'époque était considéré comme étant le centre du Bauhaus à Budapest.
Il a notamment formé Klára Langer.
Il est inhumé au Cimetière israélite de Kozma utca.

## Galerie

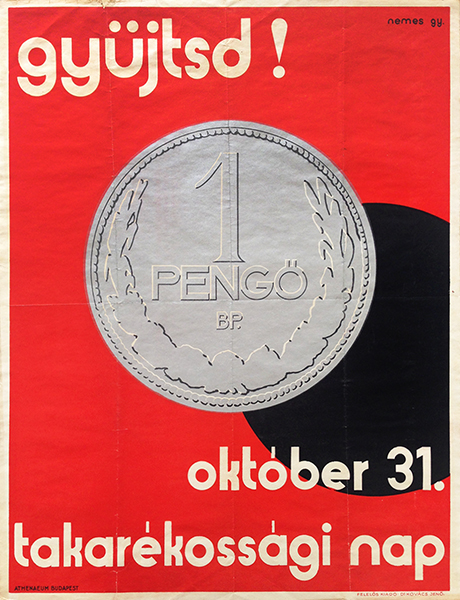
Affiche à l'occasion du World Savings Day. Il fut imprimé par Athenaeum.
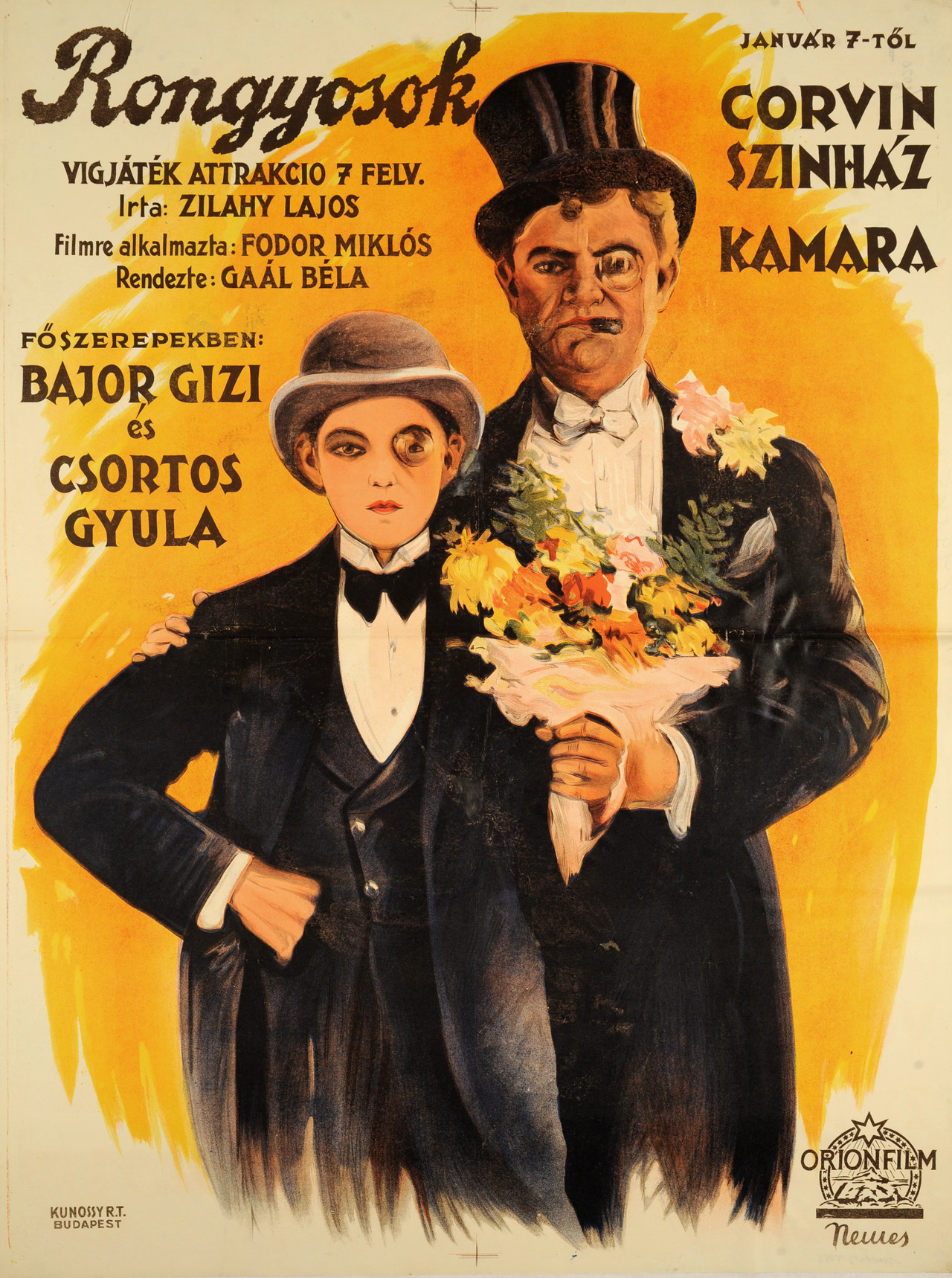
Affiche pour le film Rongyosok de Béla Gaál
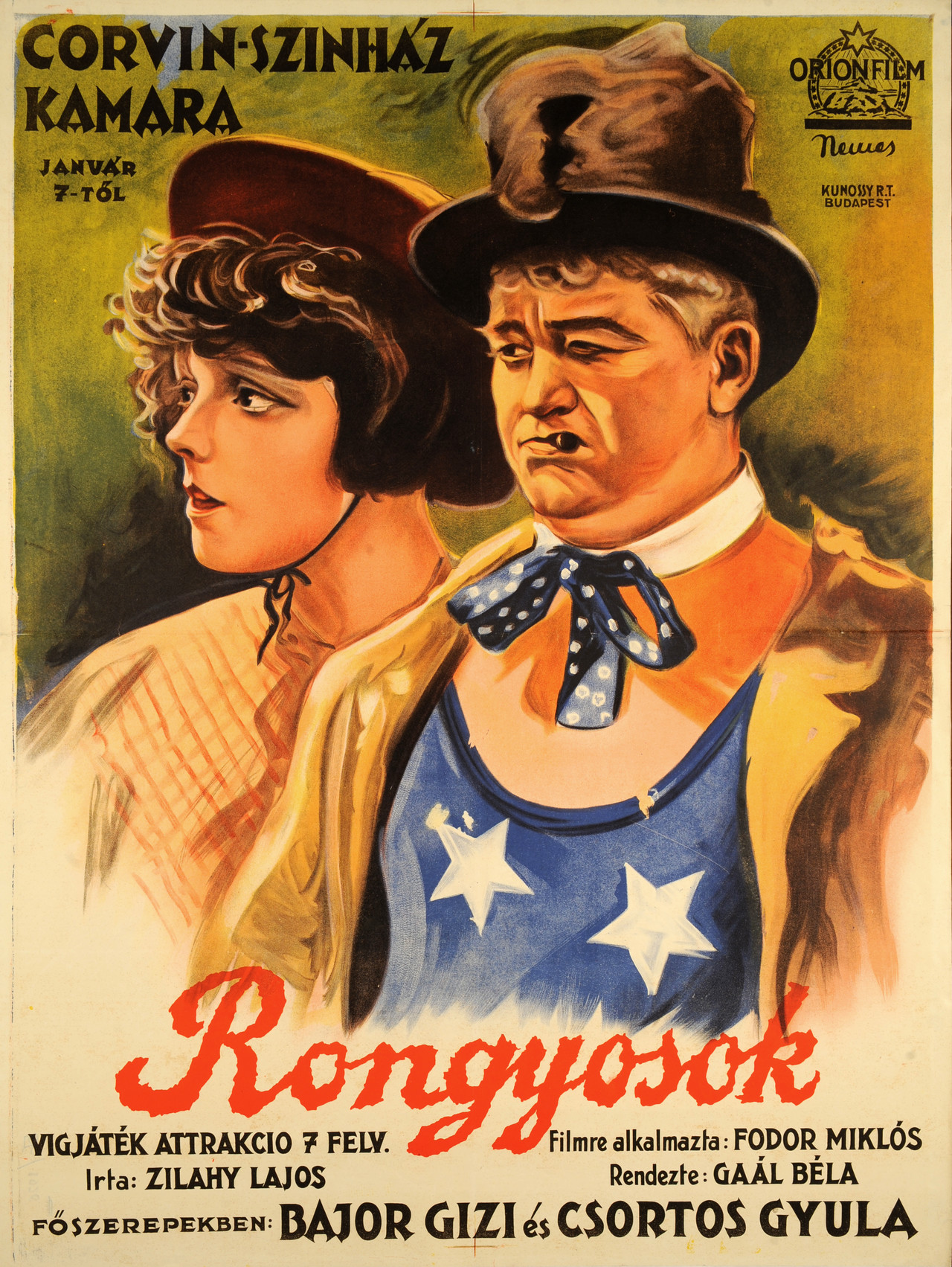
Affiche pour le film Rongyosok de Béla Gaál
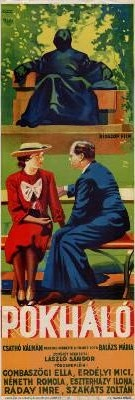
Affiche pour le film Pókháló